# 小林憲幸
小林 憲幸（こばやし のりゆき、1985年2月9日 - ）は、埼玉県鳩ヶ谷市（現：川口市）出身の元プロ野球選手（投手）。右投右打。NPBでは育成選手であった。

## 経歴
埼玉県立川口高校から城西国際大学へ進学。進学後は、クラブチームの全浦和野球団に所属した。
2005年に大学を休学。同年に発足した四国アイランドリーグ・徳島インディゴソックスに入団すると、入団1年目からストッパーとして活躍した。入団2年目には最多セーブポイントのタイトルを獲得。なお、大学は入団後に中退している。
2007年の育成ドラフト会議で、NPBの千葉ロッテマリーンズから3巡目で指名。育成選手として入団した。徳島からNPBの加盟球団へ入団した選手は、この時の小林が初めてであった。
ロッテ時代の2008年には、イースタン・リーグ公式戦22試合に登板。1勝1敗、防御率5.32という成績を残した。2009年には、同リーグ公式戦12試合の登板で防御率4.05を記録したが、勝敗は付かなかった。結局、支配下選手登録を果たせないまま、2009年のシーズン終了後に球団から戦力外通告を受けた。
ロッテからの退団直後には、12球団合同トライアウトへ参加。NPB他球団への移籍には至らなかったが、四国・九州アイランドリーグのトライアウトを経て、2010年に長崎セインツで3年振りに同リーグへの復帰を果たした。同年限りで長崎球団が解散したことから、救済ドラフトで愛媛マンダリンパイレーツの指名を受けたことを機に、愛媛へ移籍。愛媛では監督の星野おさむの意向で先発投手に転向。2012年のシーズンは後期優勝したチームで主戦投手となり、アイランドリーグでは6年ぶりのタイトルとなる最優秀防御率と最多奪三振の2冠を獲得した。2013年も2年連続となる最優秀防御率を獲得している。2014年8月30日の対徳島戦で勝利投手となり、アイランドリーグでは野原慎二郎（元高知ファイティングドッグス）と並ぶ通算50勝を達成した。9月6日の対香川オリーブガイナーズ戦でシーズン13勝目を挙げて通算51勝目となり、リーグ通算勝利数記録を更新した。
初年度から続けてリーグに所属していた最後の選手である梶田宙（高知）が2014年シーズンで引退したため、2015年には、リーグの初年度にプレー経験のある唯一の選手になった。この年は、リーグが6月に実施した北米遠征選抜チームのメンバーに選出。リーグ戦では、9勝4敗という成績で最多勝利のタイトルを獲得したため、リーグが制定している投手部門の4タイトルをすべて手にした。しかし、シーズン終了後に、任意引退選手扱いで退団した。

### 現役引退後
2015年12月28日に、アシスタントスタッフ（打撃投手）としてNPBのオリックス・バファローズと契約したことが、球団から発表。ロッテからの退団以来、6年振りにNPB復帰。オリックスとの契約発表に際して愛媛球団ウェブサイトに公表したコメントでは、「野球人としても、一人の人間としても成長させて頂いた」とアイランドリーグへの感謝を述べ、2015年の独立リーグ日本一（グランドチャンピオンシップ優勝）を「最高に嬉しかった」思い出と記している。
2017年シーズン限りでオリックスを退団した。
2018年には軟式野球のクラブチーム・東京バンバータに入団し、一時的に現役に復帰していた。同年9月よりアンダーアーマーベースボールハウス川崎久地に勤務している

## 選手としての特徴
最速149km/hのストレートとフォークが武器。

## 詳細情報

### 年度別投手成績
- 一軍公式戦出場なし

### 独立リーグでの投手成績
| 年 度     | 球 団     | 防 御 率 | 登 板 | 勝 利 | 敗 戦 | セ 丨 ブ | 完 投 | 完 封 | 無 四 球 | 投 球 回 | 打 者 | 被 安 打 | 被 本 塁 打 | 奪 三 振 | 与 四 球 | 与 死 球 | 失 点 | 自 責 点 | 暴 投 | ボ 丨 ク |
| --------- | --------- | -------- | ----- | ----- | ----- | -------- | ----- | ----- | -------- | -------- | ----- | -------- | ----------- | -------- | -------- | -------- | ----- | -------- | ----- | -------- |
| 2005      | 徳島      | 3.12     | 38    | 3     | 0     | 11       | 0     | 0     | 0        | 49.0     | 214   | 34       | 2           | 48       | 28       | 4        | 18    | 17       |       |          |
| 2006      | 徳島      | 4.28     | 42    | 2     | 2     | 11       | 0     | 0     | 0        | 48.1     | 212   | 46       | 1           | 43       | 18       | 4        | 27    | 23       |       |          |
| 2007      | 徳島      | 4.76     | 32    | 2     | 3     | 1        | 0     | 0     | 0        | 51.0     | 242   | 44       | 1           | 46       | 48       | 2        | 30    | 27       |       |          |
| 2010      | 長崎      | 3.60     | 35    | 1     | 3     | 6        | 2     | 0     | 0        | 80.0     | 354   | 72       | 4           | 69       | 48       | 1        | 38    | 32       |       |          |
| 2011      | 愛媛      | 2.56     | 31    | 4     | 5     | 6        | 1     | 1     | 0        | 88.0     | 385   | 75       | 1           | 88       | 59       | 0        | 33    | 25       |       |          |
| 2012      | 愛媛      | 1.91     | 29    | 14    | 10    | 0        | 10    | 4     | 1        | 203.0    | 813   | 152      | 11          | 163      | 64       | 6        | 58    | 43       |       |          |
| 2013      | 愛媛      | 1.59     | 26    | 12    | 7     | 0        | 4     | 1     | 0        | 158.1    | 628   | 114      | 3           | 107      | 48       | 7        | 38    | 28       | 7     | 0        |
| 2014      | 愛媛      | 2.68     | 25    | 13    | 6     | 0        | 6     | 1     | 0        | 177.2    | 738   | 160      | 8           | 130      | 53       | 17       | 64    | 53       | 5     | 0        |
| 2015      | 愛媛      | 1.79     | 17    | 9     | 4     | 0        | 3     | 2     | 0        | 115.2    | 460   | 83       | 6           | 84       | 36       | 4        | 31    | 23       | 4     | 0        |
| 通算：9年 | 通算：9年 | 2.51     | 275   | 60    | 40    | 35       | 26    | 9     | 1        | 970.0    | 4046  | 780      | 37          | 77       | 402      | 45       | 337   | 271      |       |          |

- 各年度の太字はリーグ最高
- 通算記録の赤太字は歴代最高

### 背番号
- 29 （2005年 - 2007年）
- 123 （2008年 - 2009年）
- 69 （2010年 - 2015年）
- 103 （2016年 - 2017年）